# Francesco Borromini

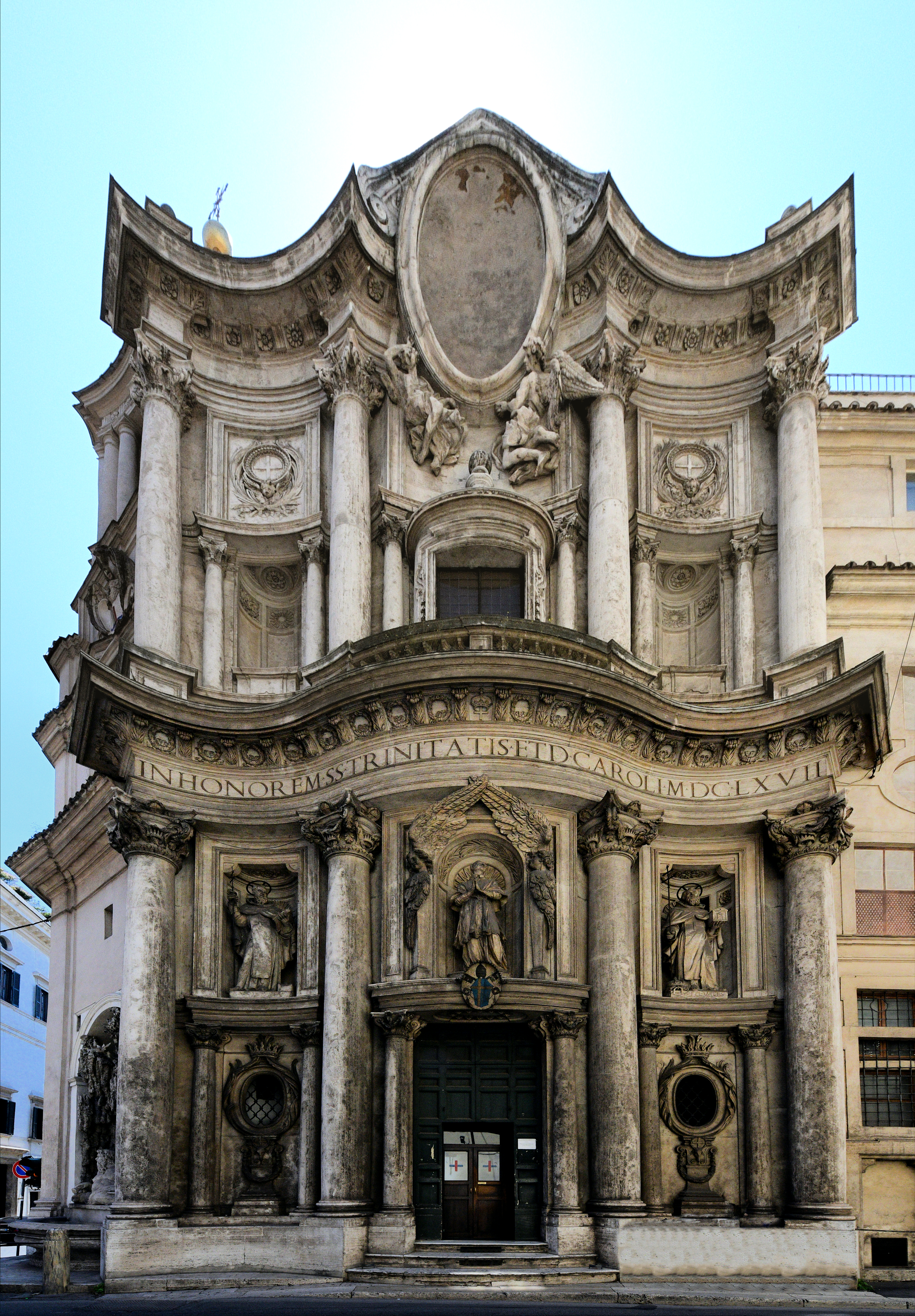
Fasada San Carlo alle Quattro Fontane

Francesco Borromini, właśc. Francesco Castelli (ur. 25 września 1599 w Bissone, zm. 3 sierpnia 1667 w Rzymie) – włoski architekt doby baroku, działający przede wszystkim w Rzymie.
Czołowy architekt baroku dojrzałego we Włoszech, autor rzymskich kościołów i pałaców (m.in. kościoła San Carlo alle Quattro Fontane, kościoła Sant'Agnese in Agone, kościoła Sant’Ivo alla Sapienza, oratorium filipinów). Jako pierwszy na tak dużą skalę stosował w architekturze linie faliste, wklęsłe i wypukłe, odrzucając klasycyzm i masywność wczesnego baroku. Posługiwał się efektami światłocieniowymi, stosował indywidualne i fantazyjne rozwiązania. Rywalizując z Gianlorenzem Berninim stworzył odrębny od jego poważnych budowli styl niespokojny i malowniczy, będący nową propozycją estetyczną.

## Życiorys
Urodził się w Bissone, wiosce położonej nad jeziorem Lugano (Szwajcaria). Był synem architekta Giovanniego Domenica Castellego. Przez matkę był spokrewniony z Carlem Maderno. Początkowo uczył się w Mediolanie, potem (w 1614 lub 1624) przeniósł się do Rzymu.
Pierwszym znaczącym dziełem Borrominiego był klasztor i kościół San Carlo alle Quattro Fontane w Rzymie, wzniesione w latach 1638-41 na małej i nieregularnej parceli. Dziedziniec klasztorny otrzymał kształt prostokąta ze ściętymi narożnikami i otoczony jest przez dwukondygnacyjne loggie. Kościół wzniósł na planie elipsy. W fasadę zaopatrzył go znacznie później, gdyż zaraz po ukończeniu budowy nie było na to środków. Nie zdążył jej jednak skończyć, gdyż prowadzone od 1665 prace przerwała dwa lata później jego śmierć i ostatecznie koniec budowy przypadł na rok 1685. Fasada składa się z niezwykle płynnych form, pozbawiona jest prostych kątów. Również w fasadzie oratorium filipinów wykorzystał linię falistą – cała jej powierzchnia jest wklęsła, a środkowa partia parteru i pierwszego piętra – wypukła. 
W 1642 rozpoczął prace przy kościele św. Iwona (Sant’Ivo), obecnie uniwersyteckim. Borromini musiał swoją budowlę dostosować do już istniejącego dziedzińca zamkniętego z trzech stron filarowymi loggiami Giacoma della Porty. Podziały poziome lekko wklęsłej fasady kościoła przeprowadził zgodnie z przebiegiem podziałów loggii. Wieloboczny plan zbliżony jest do sześcioramiennej gwiazdy umieszczonej w prostokącie; nad kościołem góruje kopuła na rzucie sześcioliścia z wysoką latarnią i hełmem.
Wraz ze śmiercią papieża Urbana VIII w 1644, protektora Berniniego i wyborem Innocentego X na nowego papieża, zmieniła się sytuacja Borrominiego, który zyskał oparcie w Stolicy Piotrowej. Stracił je natomiast jego rywal – Bernini. Na polecenie papieża Borromini przebudował bazylikę św. Jana na Lateranie (jej fasada jest późniejsza, XVIII-wieczna) oraz wzniósł (na podstawie zmienionego planu Carla i Girolama Rainaldich) kościół Sant'Agnese in Agone na Piazza Navona. Kontynuował również prace przy bazylice watykańskiej. Od 1646 prowadził prace przy kolegium Propagandy Wiary (Propaganda Fide), wyburzając wzniesiony niewiele wcześniej mały kościół Berniniego i wznosząc własny.

## Główne dzieła
- Kościół San Carlo alle Quattro Fontane w Rzymie (zlecenie 1634, budowa 1638-1641, fasada ok. 1667)
- kościół Sant'Agnese in Agone w Rzymie
- kościół Sant’Ivo alla Sapienza w Rzymie
- bazylika św. Jana na Lateranie (przebudowa)
- oratorium filipinów w Rzymie
- siedziba Kolegium Propagandy Wiary w Rzymie
- kościół Santa Maria dei Sette Dolori w Rzymie